# PicoBlaze
O PicoBlaze é um microcontrolador de 8 bits de arquitetura RISC Core compacto.
Possui boa relação custo-benefício e é otimizado em famílias de FPGAs como: ProTM, SpartanTM, VirtexTM-II e Virtex II. O PicoBlaze prevê o controle e tratamento de dados simples. Ele é otimizado e eficiente pois possui baixo custo de implantação. Ocupa apenas 12,5% de um FPGA.
Em implementações típicas de um único bloco de RAM em FPGA é possível armazenar até 1024 instruções de programa, que são carregadas automaticamente durante a configuração do FPGA. Mesmo com tal eficiência do recurso, o PicoBlaze executa respeitáveis 44 a 100 milhão de instruções por segundo (MIPS) dependendo da família alvo do FPGA e da classe da velocidade. O núcleo do PicoBlaze é totalmente incorporado ao FPGA alvo e não necessita de recursos externos sendo extremamente flexível. As suas funcionalidades básicas são facilmente ampliadas através dos pinos de entrada e saída.
O PicoBlaze contém uma grande número de I/O que são flexíveis e de custo mais baixo em comparação a controladores do tipo off-the-shelf. O conjunto de periféricos podem ser personalizados para atender às necessidades da aplicação alvo. O PicoBlaze é disponibilizado como código fonte sintetizável escrito em VHDL, dessa maneira o seu núcleo pode ser migrado para novos FPGAs eliminando a criação de produtos obsoletos. Integrar o PicoBlaze em um FPGA reduz o espaço de ocupação em silício e custo de desenvolvimento.
O PicoBlaze é apoiado por um conjunto de ferramentas de desenvolvimento, incluindo um montador, um ambiente gráfico de desenvolvimento integrado (IDE), um simulador gráfico do conjunto de instruções e código fonte VHDL para a simulação dos modelos. O PicoBlaze também é suportado no ambiente de desenvolvimento de gerador de sistemas da Xilinx.
Todos os exemplos de aplicações são escritos em assemblrer e rodam no Xilinx KCPSM3 assembler. O montador Mediatronix pBlazIDE disponibiliza uma função de importação que lê o código gerado pelo KCPSM3.